# Józef Czechowicz
Józef Czechowicz (15. března 1903 v Lublinu – 9. září 1939 tamtéž) byl polský avantgardní básník meziválečného času, v třicátých letech silně spjatý s literární skupinou Kwadryga. Byl aktivním účastníkem literárního života Lublina (i autorem mnoha lyrických děl věnovaných tomuto městu), redaktorem několika časopisů (především literárních a dětských) a též pracovníkem Polského rozhlasu, pro které psal rozhlasové pořady.

## Tvorba
Patří k nejosobitějším a nejpodmanivějším básníkům polské avantgardy. Pro silný existenciální rozměr jeho veršů zájem o ně přetrvává do současnosti, mluví se dokonce o jakési „czechowiczovské módě“.
Ještě před druhou světovou válkou se v jeho silně sugestivních, snových až hypnotických verších objevuje apokalyptická atmosféra a katastrofismus. Výrazně vystupuje i rovina intimní, což lze pozorovat na příklad na často tematizovaném vztahu k matce a jiným blízkým osobám, také však na zpočátku senzualisticky pojatých erotických motivech.

## Seznam děl
- Józef Czechowicz, 1937.Kamień, Lublin 1927, Kámen

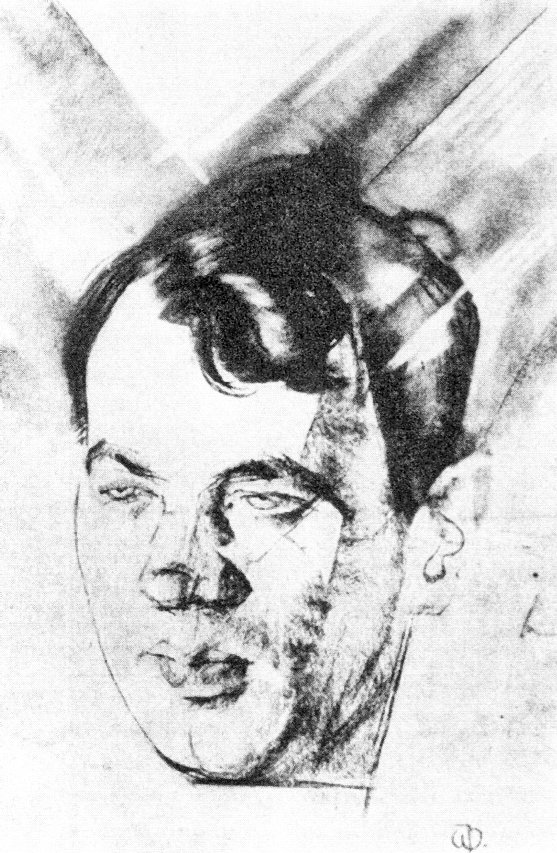
Józef Czechowicz, 1937.

- Dzień jak co dzień. Wiersze z lat 1927, 1928, 1929, Warszawa 1930, Den jak jindy
- Ballada z tamtej strony, Warszawa 1932; Balada z druhé strany
- Stare kamienie (wspólnie z F. Arnsztajnową), Lublin 1934, Staré kamení
- W błyskawicy. Poezje, Warszawa 1934, V blesku
- Nic więcej, Warszawa 1936, Nic víc
- Czasu jutrzennego, 1937, wyst. Warszawa Teatr Nowy 1939, Za jitřního času
- Nuta człowiecza, Warszawa 1939, Člověčí nota
- český výbor Zaklínání kamene, Praha 1989; vybrala a přeložila: Vlasta Dvořáčková

## Ukázka
pod popelem

popelný vichře zda jsi proto vál

abys mé jméno ze skal vymazal

hlavy spánkem ovinuté v tmě

k poli máku vede černý kozel

viděl jsem v houslové roklině

vlaštovku viset jak hrozen

stíny se v stínech plaví

tvary se rytmům vzdají

světlost krvavopaví

úvaly rozkvítají

z vod moře ženy zlatorohé

jdou jdou si pro něžnosti

v jalovčí rudý oheň

v prorockém ohni keře šustí

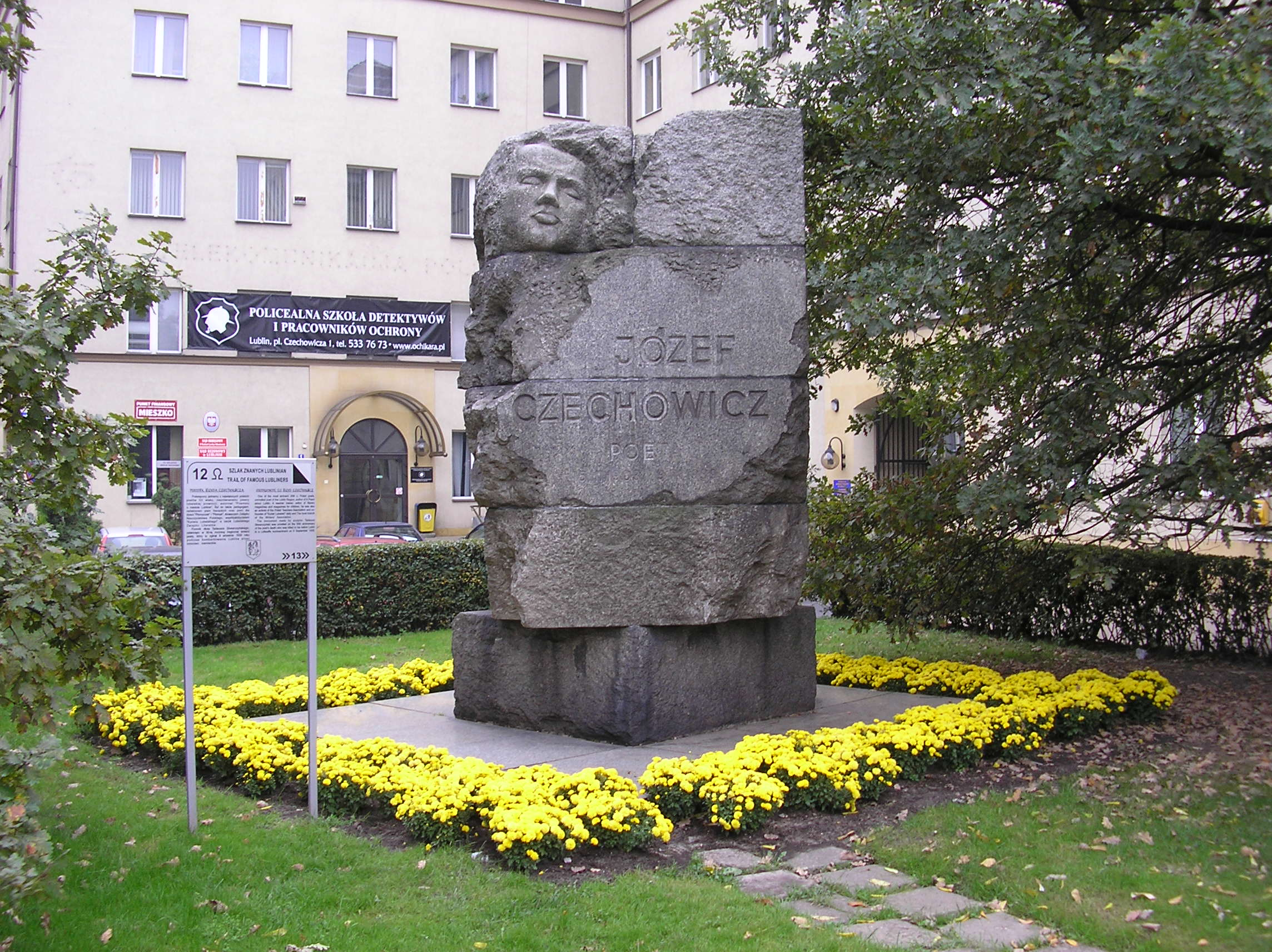
Pomník Józefa Czechowicze na náměstí, které nese jeho jméno, v Lublinu

k jakým hranicím vát a plout s vánkem

aby z nich nečpěly bahno a dým

vichru popelný tanec

mé jméno ze skal stírá

žíznivím
(překlad: Vlasta Dvořáčková)